# Anthela habroptila
Anthela habroptila là một loài bướm đêm thuộc họ Anthelidae. Loài này có ở Úc.